# Tabossi
Tabossi är en ort i Argentina.   Den ligger i provinsen Entre Ríos, i den centrala delen av landet, 300 km norr om huvudstaden Buenos Aires. Tabossi ligger 100 meter över havet och antalet invånare är 1 333.
Terrängen runt Tabossi är mycket platt. Närmaste större samhälle är Viale, 10,1 km sydväst om Tabossi. 
Trakten runt Tabossi består till största delen av jordbruksmark. Runt Tabossi är det ganska tätbefolkat, med 67 invånare per kvadratkilometer.